# Джюгас Барткус
Джюгас Барткус (лит. Džiugas Bartkus; нар. 7 листопада 1989, Каунас, Литовська РСР) — литовський футболіст, воротар ізраїльського клубу «Хапоель Іроні» (Кір'ят-Шмона) та національної збірної Литви.

## Клубна кар'єра
З 2008 року перебував у складі клубу «Каунаса», проте на поле тривалий період часу не виходив. Дебютував на професіональному рівні у 2010 році, під час оренди у клубі «Партизан-МТЗ», за який зіграв 7 матчів у чемпіонаті Білорусі. На початку 2011 року зіграв 4 матчі за «Динамо-Берестя», в якому також перебував в оренді. У 2012 році підписав контракт із клубом «Судува», де виступав протягом чотирьох років, причому останні два сезони — як основний воротар. У січні 2016 року перейшов до клубу польської Екстракласи «Гурник» (Ленчна), але не затримався в команді та через півроку залишив клуб. Сезон 2016/17 років провів на Мальті у складі клубу «Валетта». Потім повернувся до Литви, де виступав за столичний «Жальгіріс», у складі якого виграв Кубок Литви. 13 вересня 2018 року підписав контракт із ізраїльським «Хапоель Іроні». 8 грудня того ж року, у матчі 13 туру чемпіонату Ізраїлю проти «Маккабі» (Хайфа) Барткус відзначився голом, забив головою після подачі кутового у компенсований час. Гра ззавершилася з рахунком 2:2. У сезоні 2018/19 років зіграв 31 матч у вищій лізі Ізраїлю та відзначився одним голом. Наприкінці травня 2021 року клуб з Кір'ят-Шмони оголосив, що продовжив угоду з литовцем ще на один сезон.

## Кар'єра в збірній
Вперше викликаний у збірну Литви у жовтні 2015 року на матч відбіркового турніру чемпіонату Європи проти Словенії, проте на поле не вийшов. Наступний виклик отримав лише у червні 2018 року на матчі Кубку Балтії, в рамках якого дебютував за збірну, відіграв весь матч проти збірної Латвії.

## Досягнення
«Валетта»
- Суперкубок Мальти
  -  Володар (1): 2016

«Жальгіріс»
- Кубок Литви
  -  Володар (1): 2018